# Ленкі-Дуже
Ленкі-Дуже (пол. Łęki Duże) — село в Польщі, у гміні Лютутув Верушовського повіту Лодзинського воєводства.
Населення — 179 осіб (2011).
У 1975-1998 роках село належало до Серадзького воєводства.

## Демографія
Демографічна структура станом на 31 березня 2011 року:
|          | Загалом | Допрацездатний вік | Працездатний вік | Постпрацездатний вік |
| -------- | ------- | ------------------ | ---------------- | -------------------- |
| Чоловіки | 87      | 17                 | 57               | 13                   |
| Жінки    | 92      | 25                 | 48               | 19                   |
| Разом    | 179     | 42                 | 105              | 32                   |